# Schweickhardt von Sickingen
Schweickhardt VIII. von Sickingen († 1505 bei Landshut), in Diplomata und der Literatur geschrieben auch Schweikard, Schwicker oder Swicker, war ein Ritter, der in der Kurpfalz zu einer höheren politischen und wirtschaftlichen Macht gelangte. Damit schuf er die Grundlagen, die es seinem Sohn Franz von Sickingen ermöglichten, zum Anführer der rheinischen und schwäbischen Ritterschaft aufzusteigen.

## Geburt
Die genauen Lebensdaten Schweickhardts sind nicht geklärt. In der Literatur finden sich unterschiedliche Angaben zu dem Geburtsjahr, so wird das Jahr 1466 oder auch 1467 angegeben.
Wahrscheinlicher ist jedoch, dass er zwischen 1443 und 1446 geboren wurde. Diesen Zeitraum gibt H. Kehrer an mit dem Hinweis, dass Schweickhardt 1459 das erste Mal urkundlich erwähnt wurde und zu dieser Zeit bereits 13-16 Jahre alt war. Kehrer geht weiterhin davon aus, dass Schweickhardt vor Januar 1466 heiratete. Zudem tätigte Schweickhardt Ende der 1470er, Anfang der 1480er finanziell erfolgreiche Unternehmungen. Daher scheint die Zeit der Geburt zwischen 1443 und 1446 plausibel.

## Leben
Bereits im 14. Jahrhundert finden sich Hinweise auf beträchtliche Einkünfte und regional hohe politische Bedeutung der Familie Sickingen. So war Schweickhardts Urgroßvater, Reinhard von Sickingen, Landvogt im Elsass, ab 1401 Statthalter in Italien; der Großvater Schweikhardt VII. († 1417) Oberhofmeister von König Ruprecht.
Schweickhardt VIII. heiratete etwa Anfang 1466 Margarethe Puller von Hohenburg, die Haupterbin des Hauses Hohenburg. Kurz nach 1466 ließ Schweickhardt das Testament seiner Schwiegermutter anfechten, die ihr Erbe einem Kloster vermacht hatte. In den folgenden Jahren führte er verschiedene Prozesse um das Erbe seiner Frau. Sie besaß Anrechte auf erhebliche Besitzungen, wie z. B. die Hälfte vom Schloss und Dorf Merxheim und einen Anteil an der Burg und der Stadt Landstuhl. Erst 1485 war der Besitz gegen Ansprüche der anderen Erben gesichert. Hierdurch gelang eine bedeutsame Expansion des sickingenschen Besitzes. Diesen Besitz reduzierte Schweickhardt wiederum durch den Verkauf entlegener Ländereien. Er war bemüht, seinen Besitz hauptsächlich im Gebiet des Flusses Nahe zu konzentrieren, wozu er auch neue Lehen und Pfandschaften erwarb. Hierbei war die Ebernburg das Zentrum seiner Herrschaft. Diese Burg wurde 1482 von Pfalzgraf Johann von Simmern an Schweickhardt verpfändet. Zuvor besaß er nur einen Teilbesitz daran.
Im selben Jahr bekam Schweickhardt vom Kurfürsten Philipp von der Pfalz Rechte am Bergwerk bei Ebernburg verliehen. In der Folgezeit kaufte Schweickhardt Anteile an mehreren Bergwerken, wo er nach Kupfer, Quecksilber und Silber graben ließ.

## Fehde gegen Köln
Im Jahr 1488 provozierte Schweickhardt aus nicht genau geklärten Gründen einen Streit mit Köln und führte eine fast 10-jährige Fehde gegen die Stadt.
Ein Grund könnte gewesen sein, dass Schweickhardt durch ein herrschendes Waffenverbot in Köln gezwungen wurde, seine Waffen abzugeben. Diese „Schmach“ war evtl. der Anlass, Köln die Fehde zu erklären.
Ein weiterer Grund könnten Geldforderungen sein, die Schweickhardt gegen einen Adligen hatte und die trotz rechtmäßigen Anspruches nicht von der für die Eintreibung verantwortlichen Stadt Köln eingezogen wurden.
Aber auch das Hilfegesuch eines Goldschmiedes, der Forderungen gegen Köln hatte und sich an Schweickhardt wandte, damit dieser dem Goldschmied zu seinen Forderungen verhalf, könnte der Grund gewesen sein.
Die Fehde zog sich hin und obwohl sich der Kölner Rat mehrmals traf, um eine Lösung zu finden, wurde sie erst 1497 unentschieden beigelegt. Trotzdem war die Fehde für Schweickhardt von Vorteil, denn sein Ansehen bei Adelsgenossen wuchs dadurch und sie brachte ihm auch finanzielle Gewinne.

## Politische Bedeutung
In der Zeit von März 1495 bis Januar 1496 unternahm Schweickhardt eine Pilgerfahrt nach Jerusalem und wurde dort zum Ritter vom Heiligen Grab geschlagen. Das Reisetagebuch der Gruppe um Herzog Alexander von Pfalz-Zweibrücken, dessen Vetter Bischof Antoine de Croÿ und dessen Schwager Graf Johann Ludwig von Nassau-Saarbrücken erschien 1584 im Druck.
Durch sein erworbenes Vermögen war Schweickhardt in der Lage, Kredite an den Kurfürsten Philipp zu geben, so dass der Kurfürst bei ihm große Schulden aufbaute. Zwischen Schweickhardt und Kurfürst Philipp entwickelte sich ein enges Verhältnis. Schweickhardt erhielt von Philipp neue lukrative Lehen, wie Bergwerke und lebenslange Verleihungen. Auch war er bemüht, seinen 1481 auf der Ebernburg geborenen Sohn Franz von Sickingen ins politische Leben einzuführen. So befand sich Franz als 13-Jähriger im kurfürstlichen Gefolge auf dem Wormser Fürstentag von 1494. Im März 1495 war Schweickhardt im Gefolge des Kurfürsten Philipps bei Eröffnung des Reichstages in Worms. Im Mai 1499 wurde Schweickhardt während der Abwesenheit Philipps von diesem als einer von 5 Statthaltern in Heidelberg eingesetzt. Auch in den folgenden Jahren wurde er mit der Leitung wichtiger Gesandtschaften beauftragt, wie im Mai 1500 beim Augsburger Reichstag und 1503, als Schweickhardt für Philipp zum Kurfürstentag nach Mainz reiste, um Spannungen zwischen Pfalz und Hessen zu entschärfen. Zu dieser Zeit hatte Schweickhardt das Amt eines Hofmeisters am Pfälzer Hof inne, welches er 1501 bis 1505 bekleidete.
1504 kam es zum Landshuter Erbfolgekrieg, in dem auch Götz von Berlichingen involviert war und seine Hand verlor.
Schweickhardt nahm auf der Seite des Kurfürsten Philipp als Berater von dessen Sohn Ruprecht von der Pfalz an diesem Krieg teil.
Nach dem Ende des Kampfes bei Landshut starb Schweickhardt im Jahr 1505. Die genauen Umstände und das Datum seines Todes sind hierbei unklar. Festzustehen scheint, dass er nach Beendigung des Kampfes starb und nicht wie in älterer Literatur erklärt wird, auf Befehl des Königs Maximilian I. enthauptet wurde.